# Paulo Sousa
Paulo Manuel Carvalho de Sousa, född 30 augusti 1970 i Viseu, är en portugisisk fotbollstränare och före detta spelare. Tidigare har han varit tränare i Queens Park Rangers, Swansea City, Leicester City, Videoton FC, Maccabi Tel Aviv och Bordeaux.
Som spelare var Sousa aktiv i Portugal, Italien, Grekland och Spanien. Hans främsta meriter som spelare är två segrar i UEFA Champions League med Juventus och Borussia Dortmund, han har även vunnit flera ligatitlar i diverse länder.

## Spelarkarriär
14 år gammal började Paulo Sousa spela fotboll för den portugisiska klubben Repesenses, två år senare värvades han till Benfica vars akademi han tillhörde tills han var 19 år då han plockades till klubbens a-lag. Säsongen 1990–1991 vann Sousa tillsammans med Benfica den portugisiska ligan, två säsonger senare vann han också cupen med laget.
År 1993 värvades Sousa av Benficas Lissabonrivaler Sporting Lissabon. Men det blev bara en säsong i klubben då han drog åt sig intresse från den italienska klubben Juventus. Redan under sin första säsong i klubben vann Sousa den Italienska ligan, den italienska cupen och den italienska supercupen. Säsongen efter vann han UEFA Champions League. Sousa som då plågades av skador gick år 1996 till den tyska klubben Borussia Dortmund.
I sin första säsong i Dortmund upprepade han bragden, ännu en UEFA Champions League-titel. Lustigt nog vann laget finalen mot Sousas gamla klubb Juventus. Sousa som drogs med skadeproblem lämnade Borussia Dortmund för att återvända till Italien då han skrev på för Inter. Men Sousa var då också skadebenägen och hans kontrakt revs år 1999. Perioden 2000–2002 spelade Sousa korta sejourer i Parma, Panathinaikos och Espanyol. Han lade av med fotbollen år 2002.

### Internationell karriär
Sousa spelade totalt 51 landskamper för Portugal mellan år 1991 och 2002. Sousa spelade i både EM 1996 och EM 2000, han var även med i Portugals trupp i VM 2002 men fick ingen speltid.

## Tränarkarriär
Några år efter att ha slutat spela fotboll professionellt anställdes Sousa som huvudtränare i Portugals U-15-landslag. Han blev assisterande tränare för Portugals herrlandslag i fotboll under Carlos Queiroz. Men bara kortvarigt, i november 2008 anställdes han som tränare hos den engelska klubben Queens Park Rangers.
Dock blev Sousa bara kvar ett halvt år i klubben, han fick sparken i april 2009. Anledningen var att han uttalat sig om att han inte hade kontroll över spelarövergångar i klubben. Sousa anställdes dock två månader senare av den walesiska klubben Swansea City där han skrev på ett treårskontrakt. Sousa ledde klubben till sin högsta position i ligaspelet någonsin, då laget slutade åtta i the Championship. Men i juli 2010 lämnade han klubben på eget önskemål.
Den 7 juli 2010 tog Paulo Sousa officiellt över som tränare i den engelska klubben Leicester City, Sousa blev då Leicesters första tränare född utanför de Brittiska öarna.
Den 25 maj 2011 tog Paulo Sousa officiellt över som tränare för den ungerska mästarklubben Videoton FC. Hans första uppdrag i klubben var att försöka kvala in till Champions League.
Den 21 juni 2015 tog Paulo Sousa över storklubben ACF Fiorentina.

## Meriter
Benfica
- Portugisiska ligan: 1990/91
- Portugisiska cupen: 1992/93

Juventus
- UEFA Champions League: 1995/96
- Italienska ligan: 1994/95
- Italienska cupen: 1994/95
- Italienska supercupen: 1995

Borussia Dortmund
- UEFA Champions League: 1996/97
- Interkontinentala cupen: 1997
- Tyska Supercupen: 1996

### Landslag
- U-20 VM: 1989